# San Juan (Leyte Meridionale)
San Juan è una municipalità di quinta classe delle Filippine, situata nella provincia di Leyte Meridionale, nella regione di Visayas Orientale.
San Juan è formata da 18 barangay:
- Agay-ay
- Basak
- Bobon A
- Bobon B
- Dayanog
- Garrido
- Minoyho
- Osao
- Pong-oy
- San Jose (Pob.)
- San Roque
- San Vicente
- Santa Cruz (Pob.)
- Santa Filomena
- Santo Niño (Pob.)
- Somoje
- Sua
- Timba